# Алтамира
 Тази статия е за града в Бразилия.  За пещерата в Испания вижте Алтамира (пещера).  
Алтамира (на португалски: Altamira) е град и една от сто четиридесет и четири общини в северна Бразилия, щата Пара. Известен е като общината с най-голяма площ (161 хиляди квадратни километра) в Америка и втора в света след китайския град Дзиуцюен. Според бразилското национално преброяване през 2010 г. общината има 99 075 жители, плътност от само 0,65 жители на квадратен километър. Той заема 12,8% от територията на държавата, 1,8% от територията на Бразилия и 0,8% от Южна Америка. Той също така обхваща по-обширна област от 104 държави и е сравним с американския щат Мисури или Флорида.
Община Алтамира обхваща град и област Алтамира, седалище на местната власт, като мнозинството от населението живее в градска зона, и девет други предимно селски области (повечето от тези, покрити от тропическите гори на Амазонка), чиито градски популации са малцинства и живеят в обитавани области, отдалечени на десетки или стотици километри.